# علف بوریای غول‌پیکر
علف بوریای غول‌پیکر، اروای سفید (نام علمی: Agrostis gigantea) نام یک گونه از سرده علف بوریا است.